# Памятник Петру Мстиславцу (Мстиславль, около иезуитского костёла)
Памятник Петру Мстиславцу около иезуитского костёла (бел. Помнік Пятру Мсціслаўцу каля езуіцкага касцёла) — первый памятник одному из белорусских книгопечатников, соратнику русского первопечатника Ивана Фёдорова, Петру Тимофеевичу Мстиславцу в городе Мстиславле Могилёвской области Белоруссии, в котором он родился.
Пётр Мстиславец, которому посвящён памятник, вместе с Иваном Фёдоровым основал первую русскую типографию в Москве. В ней он напечатал в 1564 году «Деяния и Послания Апостольские» («Апостол») — первую печатную книгу на русском языке, в 1565 году — «Часовник», в 1567 году — «Псалтирь».
Памятник Петру Мстиславцу в Мстиславле установлен в 1986 году на Первомайской улице (сейчас — улица Кармелитская) между зданиями бывшей мужской гимназии и костёла Святого Михаила Архангела. Автором памятника стал скульптор Николай Малиновский, для которого памятник Петру Мстиславцу являлся также дипломной работой. Книгопечатник представлен в монашеском одеянии ещё в юношеском возрасте, видимо, перед переездом в Москву. Он сидит на горе камней и показывает рукой в сторону России. На постаменте имеется следующая надпись: «Памятник первопечатнику Петру Мстиславцу от благодарных земляков».
2 сентября 2001 года на центральной площади города напротив здания Мстиславского районного исполнительного комитета во время празднования Дня белорусской письменности, проводившегося в Мстиславле, был торжественно открыт второй памятник книгопечатнику. Авторами памятника стали скульпторы Александр Ботвинёнок и Александр Чигрин, архитектор Юрий Казаков.